# Tylophora glauca
Tylophora glauca är en oleanderväxtart som beskrevs av Arthur Allman Bullock. Tylophora glauca ingår i släktet Tylophora och familjen oleanderväxter. Inga underarter finns listade i Catalogue of Life.